# 분석물
분석물(分析物, 영어: analyte)은 분석 절차에서 중요한 물질 또는 화학 성분이다. 화학종(化學種, 영어: chemical species) 또는 임상화학에서는 성분(成分, 영어: component)이라고도 한다. 가장 순수한 물질은 24캐럿 금, NaCl, 물 등과 같은 분석물을 지칭한다. 실제로 100% 순도를 가진 물질은 없기 때문에 가장 순도가 높은 물질(일부 금속의 경우 전기분해 후 99%)을 분석물이라고 부른다.

## 같이 보기
- 분석화학
- 면역분석법
- 자기 면역분석법